# Korunní rada Etiopie
Korunní rada Etiopie je komunitní organizace a kulturní centrum s posláním chránit kulturu (kultury) bývalého Etiopského císařství, a také podporovat rozvoj a humanitární úsilí. Dnes se již vzdala svého dřívějšího poslání být exilovou vládou a nově definuje svou roli jako humanitární a kulturní organizace zastupující Etiopany, Eritrejce a jejich diasporu. Sídlí ve Washingtonu, D.C. ve Spojených státech amerických, kde se nachází velká koncentrace Etiopských Američanů a Eritrejských Američanů.
Vznikla jako ústavní orgán v rámci Etiopského císařství, který byl jmenován a radil panujícímu císaři Etiopie (Ge'ez : ንጉሠ ነገሥት, Nəgusä Nägäst); příležitostně její členové jednali jménem koruny. Po sesazení monarchie se Korunní rada Etiopie chovala jako exilová vláda Etiopského císařství, která se kdysi prohlašovala za legitimní vládu Etiopie a Eritreje. Dne 28. července 2004 se Korunní rada vzdala svého statutu exilové vlády a vzdala se svého nároku na legitimní vládu nad Etiopií a Eritreou.
Komunistický Derg sesadil posledního císaře Haile Selassieho I. 12. září 1974 a rozpustil radu. Většina členů rady byla uvězněna a popravena, včetně jejího prezidenta, prince Asrate Medhina Kassy. Dergové oznámili, že monarchie byla zrušena na začátku následujícího roku. V roce 1993 však nová korunní rada – která zahrnovala několik potomků zesnulého Haile Selassieho I. – prohlásila, že titul etiopského císaře stále existuje a korunní rada bude jednat v jejích zájmech. Jejím odůvodněním bylo, že zrušení monarchie Dergy bylo mimoústavní a bylo provedeno nezákonně.
Federální ústava z roku 1995 potvrdila status země jako republiky. Etiopská vláda však nadále udělovala členům císařské rodiny jejich knížecí tituly jako věc zdvořilosti. Dne 16. března 2005 byl princ Ermias Sahle Selassie znovu potvrzen jeho bratrancem z druhého kolena princem Zera Yacobem jako předseda Korunní rady Etiopie. Princ Zera Yacob je považován za korunního prince Etiopie. 28. července 2004 Korunní rada nově definovala svou roli přesměrováním svého poslání z politické oblasti na poslání kulturního uchování, rozvoje a humanitárních snah v Etiopii.

## Předsedové
| Obrázek              | Předseda                            | Období            | Období             | Císař                                        |
| -------------------- | ----------------------------------- | ----------------- | ------------------ | -------------------------------------------- |
|                      | Princ Kassa Haile Darge (1881–1956) | 13. července 1941 | 16. listopadu 1956 | Haile Selassie I.                            |
| Neobsazeno 1956–1971 |                                     |                   |                    | Haile Selassie I.                            |
|                      | Princ Asrate Kassa (1922–1974)      | červenec 1971     | 12. září 1974      | Haile Selassie I.                            |
|                      | Princ Ermias Sahle Selassie (1960–) | 15. července 1993 |                    | Princ Amha Selassie Zera Yacob Amha Selassie |